# St. Paul Lights 1950-1951
La stagione 1950-51 dei St. Paul Lights fu la 1ª e unica nella NBPL per la franchigia.
I St. Paul Lights fallirono a metà stagione mentre avevano un record 12-8. Vennero classificati al terzo posto della Western Conference.

## Roster
| N° | Naz.                   | Ruolo | Sportivo        | Anno | Alt. | Peso |
| -- | ---------------------- | ----- | --------------- | ---- | ---- | ---- |
|    | Stati Uniti (bandiera) | G     | Gene Berce      | 1926 | 180  | 79   |
|    | Stati Uniti (bandiera) | G     | Bill Erickson   | 1928 | 185  | 84   |
|    | Stati Uniti (bandiera) | A     | Hal Haskins     | 1924 | 191  | 86   |
|    | Stati Uniti (bandiera) | G     | Kenny Mauer     | 1927 | 188  | 82   |
|    | Stati Uniti (bandiera) | AC    | Stan Miasek     | 1924 | 196  | 98   |
|    | Stati Uniti (bandiera) | GA    | Joe Nelson      | 1927 | 191  | 82   |
|    | Stati Uniti (bandiera) | A     | Wally Osterkorn | 1928 | 196  | 93   |
|    | Stati Uniti (bandiera) | C     | Howie Schultz   | 1922 | 203  | 100  |
|    | Stati Uniti (bandiera) | G     | Rollie Seltz    | 1924 | 178  | 77   |
|    | Stati Uniti (bandiera) | AC    | Jack Shelton    | 1928 | 201  | 95   |

## Staff tecnico
- Allenatore: Howie Schultz